# Jean Meyriat
Pour les articles homonymes, voir Meyriat.
Jean Meyriat, né le 9 mars 1921 à Lyon et mort le 26 décembre 2010 à Paris, est un enseignant-chercheur français, pionnier des sciences de l'information et de la communication. Il est connu pour ses travaux sur le document et sur les sciences de l'information, ainsi que pour son implication dans le développement de la SFSIC, qu'il a présidée de 1978 à 1986.

## Biographie

### Jeunesse et études
Jean Meyriat est un ancien élève de l’École normale supérieure (promotion 1940). Il est reçu à l'agrégation de lettres en 1943. Il est diplômé de l'École pratique des hautes études.

### Parcours professionnel
Jean Meyriat est détaché à la Fondation nationale des sciences politiques, qui chapeaute l'Institut d'études politiques de Paris. En 1950, il est nommé à la tête de la bibliothèque de Sciences Po, dont il fait un véritable centre de documentation. Il unifie les catalogues de la bibliothèque, jadis dispersés en sections. Il organise une vaste opération visant à répertorier tous les livres de la bibliothèque et leurs auteurs. Il conserve ce poste jusqu'en 1990.
Meyriat est également professeur à l'IEP. Parallèlement, il enseigne à l'École des hautes études en sciences sociales où il est élu en 1962 directeur d'études sur la chaire « Méthodologie de l'information scientifique ».
En 1969, il crée un Cycle supérieur de spécialisation en information et documentation à Science Po, qui devient le premier DESS de la spécialité en 1974 jusqu'en 1997 date de sa fermeture.
En 1970, il entre au Conseil d’administration de l’Association des professionnels de l'information et de la documentation (à cette date Association des documentalistes et bibliothécaires spécialisés) (ADBS), puis en assure la présidence de 1981 à 1985. Il préside de 1977 à 1982, l’Association internationale des écoles de sciences de l’information (AIESI).
En 1972, il participe à la création du Comité des sciences de l'information et de la communication, dont il prend la présidence (treize membres, parmi lesquels Roland Barthes, Robert Escarpit, Abraham Moles…). Ce comité préfigure la future Société française des sciences de l'information et de la communication (SFSIC). En attendant, le Comité travaille à la création d'une section au sein du Comité consultatif des universités (futur Conseil national des universités). C'est chose faite en 1975: la 52e section est intitulée "Sciences de l'information et de la communication" (elle devient la 71e section en 1981).
Il a également présidé l’European Council of Information Associations (ECIA) et le Centre d'études et de recherches internationales (CÉRI, à Sciences Po, de 1952 à 1976). Il a été membre de la Commission pédagogique nationale sur les Carrières de l'information.

## Textes en ligne
- 2007. « Coopérations européennes pour la promotion des professionnels de l'I&D et de leurs compétences », Documentaliste – Sciences de l'Information. Vol. 44, no 2, p. 171-174.
- 2004. « L'Euroréférentiel nouveau est arrivé ! ». Documentaliste – Sciences de l'Information. Vol. 41, no 2, p. 124-125.
- 2003. « Témoin ou acteur ? ». Documentaliste – Sciences de l'Information. Vol. 40, no 2, p. 110-117.
- 1994. Interview de Jean Meyriat, président d'honneur de la SFSIC, par Jean Devèze. Paris: SFSIC.
- 1993 « La translittération en question ». Bulletin des bibliothèques de France. 1993, no 5, p. 69-71.
- 1959. (en coll. Jean Meynaud) « Les "groupes de pression" en Europe occidentale. État des travaux ». Revue française de science politique, 9e année, no 1, p. 229-246.
- 1967. « Minorités ethniques et conflits internationaux. Note introductive ». Revue française de science politique, 17e année, no 4, p. 713-717.
- 1962. « Problèmes politiques de la République italienne. État des travaux ». Revue française de science politique, 12e année, no 1, p. 145-179.
- 1957. « Le Portugal depuis la seconde guerre mondiale. État des travaux ». Revue française de science politique, 7e année, no 3, p. 646-658.
- 1956. « Bibliographie et Science politique ». Revue française de science politique, 6e année, no 2, p. 406-412.
- 1956. « Publications préfectorales ». Revue française de science politique, 6e année, no 2, p. 348-351.
- 1955. « L'Espagne contemporaine. État des travaux ». Revue française de science politique, 5e année, no 2, p. 384-407.

### Distinctions
- Officier de la Légion d’honneur
- Chevalier de l’Ordre du mérite
- Lauréat de la "Prof Kaula Gold Medal and Citation" (1992)